# Quirinalia
De Quirinalia of Quirinalis was in het Romeinse Rijk een feestdag, die jaarlijks op 17 februari gevierd werd ter ere van de god Quirinus (later vereenzelvigd met de zogezegd "vergoddelijkte" stichter van Rome, Romulus). Op deze dag werd er geofferd in de Tempel van Quirinus op de Quirinaal, en vierden vooral de mensen die op deze heuvel leefden feest. Het vormde de slotdag van de Fornacalia.